# Stazione di San Martino Buon Albergo
La stazione ferroviaria di San Martino Buon Albergo è una fermata sulla linea ferroviaria Milano-Venezia, nel comune veronese di San Martino Buon Albergo.

## Movimento
La stazione è servita da treni regionali svolti da Trenitalia nell'ambito del contratto di servizio stipulato con le regioni interessate.

## Servizi
La stazione dispone dei seguenti servizi:
- Biglietteria automatica